# رانسوم دبليو. دونهام
رانسوم دبليو. دونهام هو سياسي أمريكي، ولد في 21 مارس 1838 في Savoy, Massachusetts ‏ في الولايات المتحدة، وتوفي في 19 أغسطس 1896 في سبرينغفيلد في الولايات المتحدة. نشط حزبياً في الحزب الجمهوري. وقد انتخب عضو مجلس النواب الأمريكي ‏.